# 澳門手信博物館
澳門手信博物館（英語：Macau Museum of Souvenir）是由鉅記餅家成立的鉅記慈善會於2011年7月19日在澳門媽閣斜巷23號友成大廈地舖開設一所關於手信的博物館；博物館藏有百多件與澳門手信業有關的物品，也是全球第一所以手信為題材的博物館。

## 歷史
澳門的鉅記餅家早於2009年有意籌設一所慈善及有關手信的博物館，因而開始收集過去關於澳門手信業的物品，並成立鉅記慈善會（Associação de Beneficência Koi Kei） （页面存档备份，存于）。澳門手信博物館於2011年7月19日開館，並由澳門社會文化司司長辦公室主任張素梅、澳門旅遊局副局長文綺華、澳門文化創意產業促進廳廳長陳炳輝、鉅記慈善會會長梁燦光以及鉅記餅家代言人蔡瀾等主持開幕典禮，成為全球第一所以手信為題材的博物館；而在開幕當日也舉辦了一個明信片義賣活動。

## 設備
澳門手信博物館位於媽閣斜巷23號友成大廈地舖；博物館設計以中、葡文化特色展示有關於澳門手信業在百多年來歷史的館藏展品如顯記餅家及英記餅家月曆鐵牌、月餅包裝紙、盛載手信的器皿外，還設有懷舊餅店等相關場景，也展出鉅記餅家以賣花生糖起家的手推車；此外也設有三部以擴增實景技術的互動屏幕、電子互動小遊戲等設施。

## 圖集

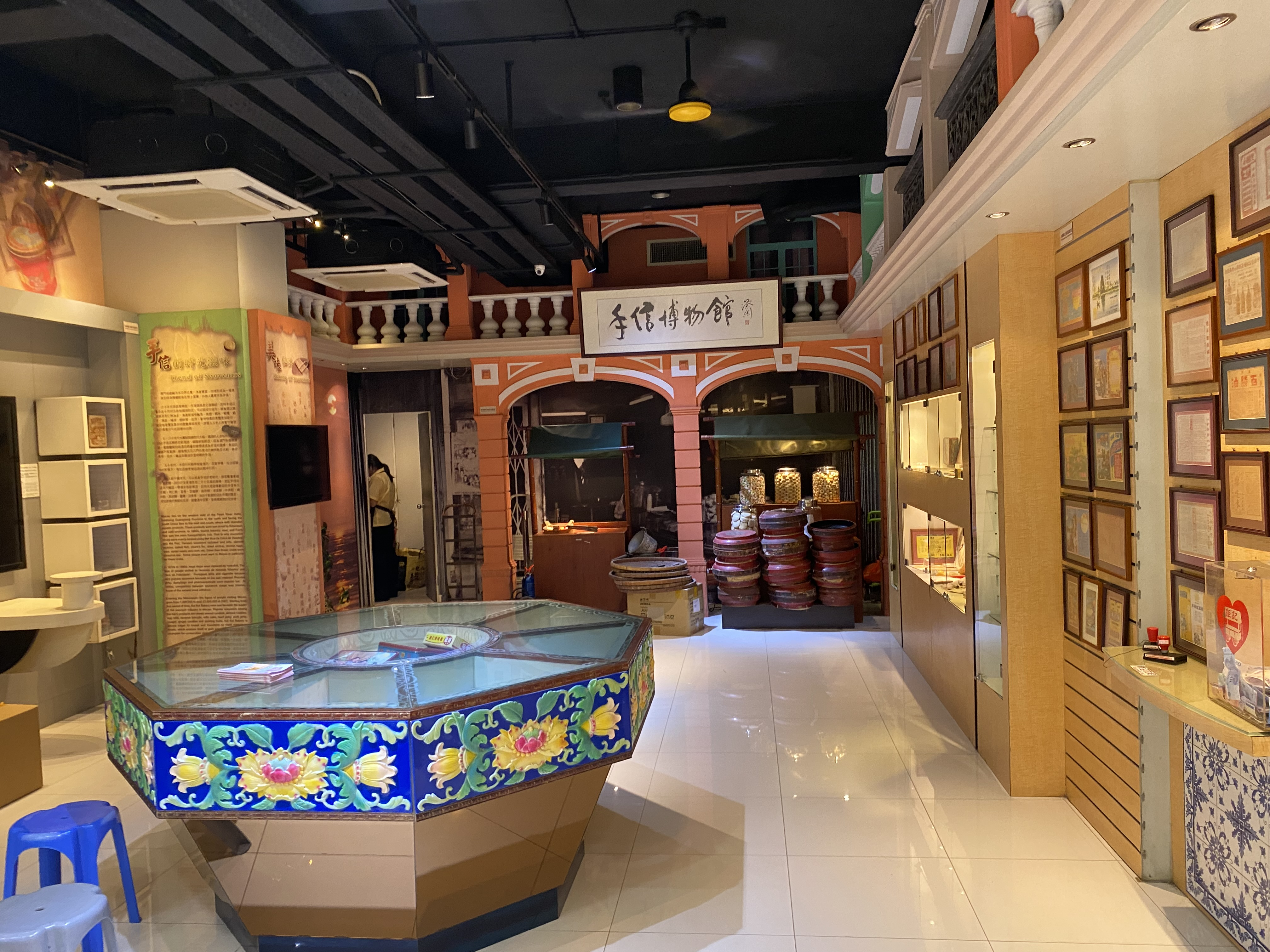

## 備註
1. ↑  鉅記慈善會於2011年9月14日經澳門特別行政區政府公報刊憲成立[3]

## 資料來源
1. 1 2 3 4 5  . 華僑報. 2011-07-20: 14 （中文（繁體））.
2. ↑  Daniel. . 新假期: 028. 2011-07-25 （中文（繁體））.
3. ↑   (PDF). 澳門政府公報——第二組. 2011年9月14日, (37/2011): 10264  [2012年3月21日]. （原始内容存档 (PDF)于2016年3月5日）.
4. ↑  . 香港商報. 2011-08-06: A11 （中文（繁體））.[永久]
5. ↑  . 澳門美食網. 2012-03-21. （原始内容存档于2011-12-12） （中文（繁體））.
6. ↑  . 聯合報. 2011-07-21: E1 （中文（繁體））.
7. ↑  . 文匯報. 2011-08-12  [2012-03-21]. （原始内容存档于2016-03-04） （中文（繁體））.
8. ↑  . 開心澳門.   [2012-03-22]. （原始内容存档于2011-12-04）.
9. ↑  . 頭條日報. 2011-08-01: P50 （中文（繁體））.

## 外部連結
- 全球首間澳門手信博物館開幕典禮